# Ibrahim Ibali
Ibrahim Ibali (ur. 15 maja 1978) – tunezyjski zapaśnik walczący w stylu wolnym. Srebrny medalista mistrzostw Afryki w 2000 roku.